# La vie qu'on mène
Singles de Ninho
Paris c'est magique
(2019) Maman ne le sait pas
(2019)
La vie qu'on mène est un single du rappeur français Ninho, sorti le 22 mars 2019 et extrait de l'album Destin.

## Contexte
Il sort en même temps que toutes les autres pistes de l'album[réf. nécessaire]. Le titre est officiellement certifié single de diamant par le SNEP pour plus de 50 millions d'écoutes en streaming en novembre 2019.
C'est aussi le seul single de 2019 qui a compté en moyenne plus d'un million de streams par semaine au cours de l'année.
Il se positionne à la 3e place des charts hebdomadaires en France, et à la 8e place du Top streaming de l'année.
En 2023, Spotify dévoile un bilan de son service en France, le titre La vie qu'on mène est le deuxième morceau français le plus streamé de la plateforme.

## Classements

### Classements hebdomadaires
| Classements (2019)                      | Meilleure position |
| --------------------------------------- | ------------------ |
| France (SNEP)                           | 3                  |
| Belgique (Wallonie Ultratop 50 Singles) | 7                  |
| Suisse (Schweizer Hitparade)            | 30                 |

### Classement annuel
| Classement (2019) | Position |
| ----------------- | -------- |
| France (SNEP)     | 8        |

## Certification
| Pays   | Organisme | Certification | Seuil        |
| ------ | --------- | ------------- | ------------ |
| France | SNEP      | Diamant       | 100 millions |